# Фаткин, Сергей Степанович
Сергей Степанович Фаткин (11 сентября 1918 — 28 января 1999) — командир звена 165-го гвардейского штурмового авиационного полка 10-й гвардейской штурмовой авиационной дивизии 17-й воздушной армии 3-го Украинского фронта, гвардии старший лейтенант. Герой Советского Союза.

## Биография
Родился 11 сентября 1918 года в селе Чернава ныне Милославского района Рязанской области. Член КПСС с 1943 года. Окончил семь классов неполной средней школы и аэроклуб. Работал на московском заводе «Серп и молот», авиатехником в аэроклубе.
В 1940 году призван в ряды Красной Армии. В 1942 году окончил Энгельсскую военно-авиационную школу пилотов. В боях Великой Отечественной войны с мая 1943 года. Воевал на Воронежском, 1-м, 2-м и 3-м Украинских фронтах. Участвовал в боях за освобождение Харькова, Сум, Киева, Львова. Сражался в небе Будапешта, Бухареста, Белграда.
Во время ожесточённых боёв на Курской дуге гвардии младший лейтенант С. С. Фаткин получил приказ атаковать танки противника севернее станции Бутово. Взяв специальные противотанковые бомбы, он вылетел на выполнение боевого задания. Семь танков было выведено из строя.
Осенью 1943 года гвардии лейтенант С. С. Фаткин в составе группы из восемнадцати самолётов совершил успешный вылет на бомбардировку вражеского аэродрома в районе Умани. Наши лётчики уничтожили 27 вражеских самолётов.
В 1944 году гвардии старший лейтенант С. С. Фаткин получил задание уничтожить железнодорожный мост через Дунай южнее города Ослек. Преодолев плотный заградительный огонь зенитных батарей, опытный лётчик прорвался к цели и метким бомбовым ударом разрушил мост.
К апрелю 1945 года командир звена 165-го гвардейского штурмового авиационного полка гвардии старший лейтенант С. С. Фаткин совершил 160 боевых вылетов на разведку, бомбардировку и штурмовку живой силы и техники противника, нанеся ему большой урон.
Указом Президиума Верховного Совета СССР от 18 августа 1945 года за образцовое выполнение боевых заданий командования по уничтожению живой силы и техники противника и проявленные при этом мужество и героизм гвардии старшему лейтенанту Фаткину Сергею Степановичу присвоено звание Героя Советского Союза с вручением ордена Ленина и медали «Золотая Звезда».
День Победы встретил на территории Чехословакии. Участвовал в Параде Победы в Москве в июне 1945 года. Продолжил службу в армии. В 1949 году окончил Высшие офицерские лётно-тактические курсы усовершенствования. С 1957 года полковник С. С. Фаткин — в запасе.
Жил в городе Кременчуг Полтавской области. До 1973 года работал инспектором отдела кадров Кременчугского горпищеторга. Принимал активное участие в военно-патриотическом воспитании молодёжи. Умер 28 января 1999 года.
Награждён орденом Ленина, двумя орденами Красного Знамени, орденом Александра Невского, двумя орденами Отечественной войны 1-й степени, орденом Красной Звезды, медалями.

## Память
- Мемориальная доска в память о Фаткине установлена Российским военно-историческим обществом на здании Чернавской средней школы Милославского района, где он учился.